# Livländska nationen, Uppsala
Livländska nationen, latinskt namn Natio Livonica, var en studentnation vid Uppsala universitet. 

## Historia
Nationen nämns för första gången tillsammans med Gotlands, Finlands och den Germanska nationen år 1663, då de alla har en gemensam inspektor. Den Livländska nationen bestod främst av studenter från Sveriges baltiska besittningar.

## Inspektor
- Daniel Lipstorpius 1663-?
- Christian Ravius 1667-?